# Siler hanoicus
Siler hanoicus is een spinnensoort in de taxonomische indeling van de springspinnen (Salticidae).
Het dier behoort tot het geslacht Siler. De wetenschappelijke naam van de soort werd voor het eerst geldig gepubliceerd in 1985 door Jerzy Prószyński.